# Alois Pick
Alois Pick (geboren 15. Oktober 1859 in Karolinenthal bei Prag, Kaisertum Österreich; gestorben 17. Juli 1945 in Wien) war ein österreichischer Internist. Er entdeckte das Pappataci-Fieber.

## Leben

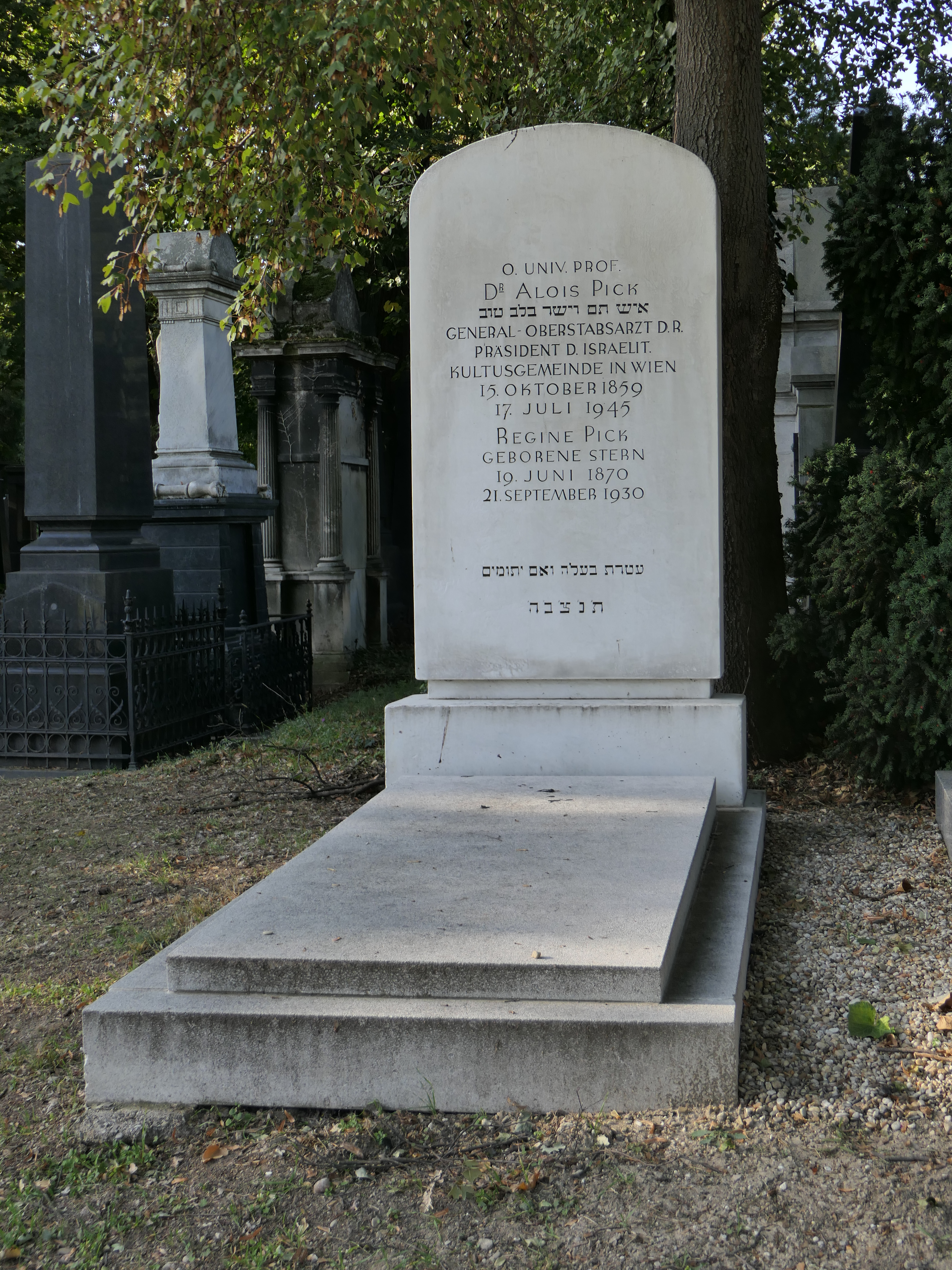
Ehrengrab auf dem Wiener Zentralfriedhof

Pick studierte Medizin in Wien und an der Karls-Universität Prag. An der abgeteilten  Karl-Ferdinands-Universität promovierte er 1883 zum Dr. med. und arbeitete bei Philipp Knoll. Danach ging er 1887 als Sanitätsoffizier zur k.u.k. Armee. Er diente zunächst im Prager Garnisonsspital, dann als Garnisonsarzt in Trebinje, Herzegowina. 1886/87 wurde er zu Robert Koch in Berlin, danach für ein Jahr zu Hermann Nothnagel am Allgemeinen Krankenhaus Wien abkommandiert, wo er ein Ambulatorium für Magen- und Darmkranke hielt. 1899 wurde er dem k.u.k. Generalstab zugewiesen. Er leitete die Abteilung für Innere Medizin im Wiener Garnisonsspital I und habilitierte sich 1890 für innere Medizin. 1904 erhielt er den Ehrentitel a.o. Professor.
Im Ersten Weltkrieg zum Generaloberstabsarzt im Range eines Feldmarschallleutnants ernannt, betrieb er maßgeblich den Ausbau des Sanitätswesens der Österreichisch-Ungarischen Streitkräfte. 1918 mit dem Titel o. Professor geehrt, schied er aus dem Sanitätsdienst aus. In der Ersten Republik war er von 1920 bis 1932 Präsident der Israelitischen Kultusgemeinde Wien. Er engagierte sich im Fürsorgewesen.
Er schrieb die Farcen Briefsteller für Liebende und Lord Beefsteak und wurde am Burgtheater aufgeführt.
Beigesetzt wurde er auf dem Wiener Zentralfriedhof.

## Publikationen
- Zur Lehre von den Atembewegungen der Emphysematiker. Prager Medizinische Wochenschrift 17 (1883).
- Beiträge zur Pathologie und Therapie der Herzneurosen. Prager Medizinische Wochenschrift 44 (1884).
- Der respiratorische Gaswechsel gesunder und erkrankter Lungen. Zeitschrift für Klinische Medizin.
- Ueber das bewegliche Herz. Wiener klinische Wochenschrift 1889.
- Zur Frage der hepatogenen Dyspepsie. Wiener klinische Wochenschrift 1903.
- mit Adolf Franz Hecht: Klinische Semiotik, mit besonderer Berücksichtigung der gefahrdrohenden Symptome und deren Behandlung. Wien 1908. GoogleBooks
- Vorlesungen über Magen- und Darmkrankheiten. Wien 1895. Neudruck 2012. GoogleBooks
- Wechselbeziehungen zwischen Erkrankungen der Verdauungsorgane und des Nervensystems. Perles 1925. GoogleBooks